# Argentine aux Jeux olympiques d'été de 2024
L'Argentine participe aux Jeux olympiques de 2024 à Paris. Il s'agit de sa 26e participation à des Jeux olympiques d'été.
Le volleyeur Luciano De Cecco et la joueuse de hockey sur gazon Rocío Sánchez Moccia sont nommés porte-drapeau de la délégation argentine.

## Nombre d’athlètes qualifiés par sport
Voici la liste des qualifiés et sélectionnés argentins par sport (remplaçants compris) :
| Sport                                                                               | Hommes | Femmes | Total |
| ----------------------------------------------------------------------------------- | ------ | ------ | ----- |
| Athlétisme                                                                          | 3      | 3      | 6     |
| Aviron                                                                              | 2      | 2      | 4     |
| Canoë-kayak                                                                         | 1      | 1      | 2     |
| Cyclisme                                                                            | 4      | 0      | 4     |
| Équitation                                                                          | 1      | 0      | 1     |
| Escrime                                                                             | 1      | 0      | 1     |
| Football                                                                            | 18     | 0      | 18    |
| Golf                                                                                | 2      | 0      | 2     |
| Handball                                                                            | 15     | 0      | 15    |
| Hockey sur gazon                                                                    | 17     | 17     | 34    |
| Judo                                                                                | 0      | 1      | 1     |
| Sports aquatiques • Natation sportive • Plongeon • Natation artistique • Water-polo | 1      | 2      | 3     |
| Pentathlon moderne                                                                  | 1      | 0      | 1     |
| Rugby à sept                                                                        | 14     | 0      | 14    |
| Skateboard                                                                          | 2      | 0      | 2     |
| Taekwondo                                                                           | 1      | 0      | 1     |
| Tennis                                                                              | 6      | 2      | 8     |
| Tennis de table                                                                     | 1      | 0      | 1     |
| Tir                                                                                 | 2      | 1      | 3     |
| Tir à l'arc                                                                         | 1      | 0      | 1     |
| Triathlon                                                                           | 0      | 1      | 1     |
| Voile                                                                               | 3      | 4      | 7     |
| Volley-ball • En salle • Beach-volley                                               | 13     | 0      | 13    |
| Total                                                                               | 109    | 34     | 143   |

## Bilan général
| Sport            | Médaille d'or, Jeux olympiques | Médaille d'argent, Jeux olympiques | Médaille de bronze, Jeux olympiques | Total | Rang pays |
| ---------------- | ------------------------------ | ---------------------------------- | ----------------------------------- | ----- | --------- |
| Cyclisme         | 1                              | 0                                  | 0                                   | 1     | 10e       |
| Hockey sur gazon | 0                              | 0                                  | 1                                   | 1     | 3e        |
| Voile            | 0                              | 1                                  | 0                                   | 1     | 11e       |
| Total            | 1                              | 1                                  | 1                                   | 3     | 52e       |

| Jour       | Médaille d'or, Jeux olympiques | Médaille d'argent, Jeux olympiques | Médaille de bronze, Jeux olympiques | Total |
| ---------- | ------------------------------ | ---------------------------------- | ----------------------------------- | ----- |
| 31 juillet | 1                              | 0                                  | 0                                   | 1     |
| 3 août     | 0                              | 1                                  | 0                                   | 1     |
| 9 août     | 0                              | 0                                  | 1                                   | 1     |
| Total      | 1                              | 1                                  | 1                                   | 3     |

| Sexe   | Médaille d'or, Jeux olympiques | Médaille d'argent, Jeux olympiques | Médaille de bronze, Jeux olympiques | Total |
| ------ | ------------------------------ | ---------------------------------- | ----------------------------------- | ----- |
| Hommes | 1                              | 0                                  | 1                                   | 2     |
| Femmes | 0                              | 0                                  | 0                                   | 0     |
| Mixte  | 0                              | 1                                  | 0                                   | 1     |
| Total  | 1                              | 1                                  | 1                                   | 3     |

## Médaillés
| Sport    | Discipline             | Athlète(s)      | Performance | Date       |
| -------- | ---------------------- | --------------- | ----------- | ---------- |
| Cyclisme | BMX freestyle masculin | José Torres Gil | 94.82       | 31 juillet |

| Sport | Discipline | Athlète(s)                    | Performance | Date   |
| ----- | ---------- | ----------------------------- | ----------- | ------ |
| Voile | Nacra 17   | Mateo Majdalani Eugenia Bosco | 55 Pts      | 3 août |

| Sport            | Discipline      | Athlète(s) | Performance | Date   |
| ---------------- | --------------- | ---------- | ----------- | ------ |
| Hockey sur gazon | Tournoi féminin | Argentine  |             | 9 août |

## Résultats

### Athlétisme

#### Hommes
| Athlètes        | Épreuve | Premier tour (ou tour préliminaire) | Premier tour (ou tour préliminaire) | Repêchage (ou premier tour) | Repêchage (ou premier tour) | Demi-finales | Demi-finales | Finale  | Finale  |
| Athlètes        | Épreuve | Temps                               | Rang                                | Temps                       | Rang                        | Temps        | Rang         | Temps   | Rang    |
| --------------- | ------- | ----------------------------------- | ----------------------------------- | --------------------------- | --------------------------- | ------------ | ------------ | ------- | ------- |
| Elián Larregina | 400 m   | 47 s 80                             | 44e                                 | 45 s 36                     | 5e                          | 45 s 02      | 17e          | Éliminé | Éliminé |

| Athlètes       | Épreuve           | Qualification | Qualification | Finale      | Finale  |
| Athlètes       | Épreuve           | Performance   | Rang          | Performance | Rang    |
| -------------- | ----------------- | ------------- | ------------- | ----------- | ------- |
| Nazareno Sasia | Lancer du poids   | 19,33 m       | 23e           | Éliminé     | Éliminé |
| Joaquin Gomez  | Lancer du marteau | 72,10 m       | 23e           | Éliminé     | Éliminé |

#### Femmes
| Athlètes          | Épreuve         | Premier tour (ou tour préliminaire) | Premier tour (ou tour préliminaire) | Repêchage (ou premier tour) | Repêchage (ou premier tour) | Demi-finales | Demi-finales | Finale          | Finale  |
| Athlètes          | Épreuve         | Temps                               | Rang                                | Temps                       | Rang                        | Temps        | Rang         | Temps           | Rang    |
| ----------------- | --------------- | ----------------------------------- | ----------------------------------- | --------------------------- | --------------------------- | ------------ | ------------ | --------------- | ------- |
| Florencia Borelli | Marathon        | Non disputé                         | Non disputé                         | Non disputé                 | Non disputé                 | Non disputé  | Non disputé  | 2 h 29 min 29 s | 21e     |
| Daiana Ocampo     | Marathon        | Non disputé                         | Non disputé                         | Non disputé                 | Non disputé                 | Non disputé  | Non disputé  | 2 h 32 min 2 s  | 41e     |
| Belén Casetta     | 3 000 m steeple | 9 min 34 s 79                       | 34e                                 | Non disputé                 | Non disputé                 | Non disputé  | Non disputé  | Éliminé         | Éliminé |

### Aviron
| Athlètes                         | Compétition                | Série          | Série | Repêchage     | Repêchage | Quart de finale | Quart de finale | Demi-finale   | Demi-finale | Finale        | Finale |
| Athlètes                         | Compétition                | Temps          | Rang  | Temps         | Rang      | Temps           | Rang            | Temps         | Rang        | Temps         | Rang   |
| -------------------------------- | -------------------------- | -------------- | ----- | ------------- | --------- | --------------- | --------------- | ------------- | ----------- | ------------- | ------ |
| Alejandro Colomino Pedro Dickson | Deux de couple poids léger | 7 h 4 min 34 s | 6e    | 6 min 52 s 94 | 3e        | Non disputé     | Non disputé     | 6 min 51 s 59 | 6e          | 6 min 31 s 86 | 12e    |

| Athlètes                                 | Compétition                | Série         | Série | Repêchage     | Repêchage | Quart de finale | Quart de finale | Demi-finale   | Demi-finale | Finale        | Finale |
| Athlètes                                 | Compétition                | Temps         | Rang  | Temps         | Rang      | Temps           | Rang            | Temps         | Rang        | Temps         | Rang   |
| ---------------------------------------- | -------------------------- | ------------- | ----- | ------------- | --------- | --------------- | --------------- | ------------- | ----------- | ------------- | ------ |
| Sonia Baluzzo Chiaruzzo Evelyn Silvestro | Deux de couple poids léger | 7 min 36 s 43 | 6e    | 7 min 29 s 76 | 3e        | Non disputé     | Non disputé     | 7 min 33 s 41 | 6e          | 7 min 25 s 86 | 12e    |

### Canoë-kayak

#### Course en ligne
| Athlète         | Compétition | Séries        | Séries | Quarts de finale | Quarts de finale | Demi-finales  | Demi-finales | Finales A, B, C | Finales A, B, C |
| Athlète         | Compétition | Temps         | Rang   | Temps            | Rang             | Temps         | Rang         | Temps           | Rang            |
| --------------- | ----------- | ------------- | ------ | ---------------- | ---------------- | ------------- | ------------ | --------------- | --------------- |
| Agustín Vernice | K1 1 000 m  | 3 min 27 s 18 | 2e     | Exempté'         | Exempté'         | 3 min 28 s 18 | 2e           | 3 min 28 s 10   | 4e              |

| Athlète      | Compétition | Séries        | Séries | Quarts de finale | Quarts de finale | Demi-finales  | Demi-finales | Finales A, B, C | Finales A, B, C |
| Athlète      | Compétition | Temps         | Rang   | Temps            | Rang             | Temps         | Rang         | Temps           | Rang            |
| ------------ | ----------- | ------------- | ------ | ---------------- | ---------------- | ------------- | ------------ | --------------- | --------------- |
| Brenda Rojas | K1 500 m    | 1 min 52 s 68 | 2e     | Exempté'         | Exempté'         | 1 min 53 s 35 | 6e           | 1 min 53 s 88   | 4e              |

### Cyclisme

#### BMX
| Athlète         | Compétition | Tour de classement | Tour de classement | Tour de classement | Tour de classement | Finale   | Finale   | Finale  | Finale |
| Athlète         | Compétition | Manche 1           | Manche 2           | Moyenne            | Rang               | Manche 1 | Manche 2 | Moyenne | Rang   |
| --------------- | ----------- | ------------------ | ------------------ | ------------------ | ------------------ | -------- | -------- | ------- | ------ |
| José Torres Gil | Hommes      | 86.24              | 87.08              | 86.66              | 7e                 | 94.82    | 92.12    | 94.82   | 1e     |

| Athlète        | Compétition | Quarts de finale | Quarts de finale | Quarts de finale | Quarts de finale | Quarts de finale | Repêchage | Repêchage | Demi-finales | Demi-finales | Demi-finales | Demi-finales | Demi-finales | Finale  | Finale  |
| Athlète        | Compétition | Manche 1         | Manche 2         | Manche 3         | Résultat         | Rang             | Temps     | Rang      | Manche 1     | Manche 2     | Manche 3     | Résultat     | Rang         | Temps   | Rang    |
| -------------- | ----------- | ---------------- | ---------------- | ---------------- | ---------------- | ---------------- | --------- | --------- | ------------ | ------------ | ------------ | ------------ | ------------ | ------- | ------- |
| Gonzalo Molina | Hommes      | 7e               | 7e               | 5e               | 19               | 20e              | 35 s 097  | 6e        | Éliminé      | Éliminé      | Éliminé      | Éliminé      | Éliminé      | Éliminé | Éliminé |

#### Route
| Athlète           | Compétition     | Temps           | Rang |
| ----------------- | --------------- | --------------- | ---- |
| Eduardo Sepúlveda | Course en ligne | 6 h 28 min 31 s | 54e  |

### Équitation
| Athlète            | Cheval     | Compétition | Qualification | Qualification | Qualification | Qualification | Qualification | Finale    | Finale    | Finale    | Finale  | Finale |
| Athlète            | Cheval     | Compétition | Pénalités     | Pénalités     | Pénalités     | Temps         | Rang          | Pénalités | Pénalités | Pénalités | Temps   | Rang   |
| Athlète            | Cheval     | Compétition | Saut          | Temps         | Total         | Temps         | Rang          | Saut      | Temps     | Total     | Temps   | Rang   |
| ------------------ | ---------- | ----------- | ------------- | ------------- | ------------- | ------------- | ------------- | --------- | --------- | --------- | ------- | ------ |
| Jose Maria Larocca | Finn Lente | Individuel  | 4             | 0             | 4             | 73 s 33       | 29e           | 20        | 0         | 20        | 81 s 82 | 25e    |

### Escrime
| Athlète                | Compétition      | 1/32 de finale         | Seizièmes de finale    | Huitièmes de finale | Quarts de finale | Demi-finales / Classement | Finale / Classement | Rang |
| Athlète                | Compétition      | Adversaire Score       | Adversaire Score       | Adversaire Score    | Adversaire Score | Adversaire Score          | Adversaire Score    | Rang |
| ---------------------- | ---------------- | ---------------------- | ---------------------- | ------------------- | ---------------- | ------------------------- | ------------------- | ---- |
| Pascual María Di Tella | Sabre individuel | Cauchon Victoire 15-13 | El-Sissy Défaite 11-15 | Éliminé             | Éliminé          | Éliminé                   | Éliminé             | 31e  |

### Football
| Épreuve          | Premier tour      | Premier tour      | Premier tour         | Premier tour | Quart de finale    | Demi-finale      | Finale / MB      | Rang    |
| Épreuve          | Adversaire Score  | Adversaire Score  | Adversaire Score     | Rang         | Adversaire Score   | Adversaire Score | Adversaire Score | Rang    |
| ---------------- | ----------------- | ----------------- | -------------------- | ------------ | ------------------ | ---------------- | ---------------- | ------- |
| Tournoi masculin | Maroc Défaite 1-2 | Irak Victoire 3-1 | Ukraine Victoire 2-0 | 2e           | France Défaite 0-1 | Éliminé          | Éliminé          | Éliminé |

### Golf
| Athlète         | Compétition       | Jour 1 | Jour 1 | Jour 2 | Jour 2 | Jour 2 | Jour 3 | Jour 3 | Jour 3 | Jour 4 | Jour 4 | Jour 4 |
| Athlète         | Compétition       | Score  | Rang   | Score  | Total  | Rang   | Score  | Total  | Rang   | Score  | Total  | Rang   |
| --------------- | ----------------- | ------ | ------ | ------ | ------ | ------ | ------ | ------ | ------ | ------ | ------ | ------ |
| Alejandro Tosti | Épreuve masculine | 68     | 14e    | 69     | 137    | 13e    | 69     | 206    | 17e    | 70     | 276    | 18e    |
| Emiliano Grillo | Épreuve masculine | 66     | 3e     | 75     | 141    | 35e    | 75     | 216    | 50e    | 68     | 284    | 43e    |

### Handball
| Épreuve          | Premier tour          | Premier tour          | Premier tour           | Premier tour         | Premier tour         | Premier tour | Quart de finale  | Demi-finale      | Finale / MB      | Rang    |
| Épreuve          | Adversaire Score      | Adversaire Score      | Adversaire Score       | Adversaire Score     | Adversaire Score     | Rang         | Adversaire Score | Adversaire Score | Adversaire Score | Rang    |
| ---------------- | --------------------- | --------------------- | ---------------------- | -------------------- | -------------------- | ------------ | ---------------- | ---------------- | ---------------- | ------- |
| Tournoi masculin | Norvège Défaite 31-36 | Hongrie Défaite 25-35 | Danemark Défaite 27-38 | France Défaite 21-28 | Égypte Défaite 27-34 | 6e           | Éliminé          | Éliminé          | Éliminé          | Éliminé |

### Hockey sur gazon
| Épreuve          | Premier tour            | Premier tour                | Premier tour                  | Premier tour            | Premier tour                 | Premier tour | Quart de finale              | Demi-finale          | Finale / MB                 | Rang |
| Épreuve          | Adversaire Score        | Adversaire Score            | Adversaire Score              | Adversaire Score        | Adversaire Score             | Rang         | Adversaire Score             | Adversaire Score     | Adversaire Score            | Rang |
| ---------------- | ----------------------- | --------------------------- | ----------------------------- | ----------------------- | ---------------------------- | ------------ | ---------------------------- | -------------------- | --------------------------- | ---- |
| Tournoi masculin | Australie Défaite 0-1   | Inde Match nul 1-1          | Nouvelle-Zélande Victoire 2-0 | Irlande Victoire 2-1    | Belgique Match nul 3-3       | 4e           | Allemagne Défaite 2-3        | Éliminé              | Éliminé                     | 5e   |
| Tournoi féminin  | États-Unis Victoire 1-4 | Afrique du Sud Victoire 2-4 | Espagne Victoire 2-1          | Australie Match nul 3-3 | Grande-Bretagne Victoire 3-0 | 2e           | Allemagne Victoire 1(2)-1(0) | Pays-Bas Défaite 0-3 | Belgique Victoire 2(3)-2(1) | 3e   |

### Judo
| Athlète     | Compétition    | 1er tour            | 2e tour             | Quart de finale     | Demi-finale         | Repêchage           | Finale / CB         | Rang |
| Athlète     | Compétition    | Adversaire Résultat | Adversaire Résultat | Adversaire Résultat | Adversaire Résultat | Adversaire Résultat | Adversaire Résultat | Rang |
| ----------- | -------------- | ------------------- | ------------------- | ------------------- | ------------------- | ------------------- | ------------------- | ---- |
| Sofía Fiora | Moins de 52 kg | Suisse Défaite 0-10 | Éliminé             | Éliminé             | Éliminé             | Éliminé             | Éliminé             | 17e  |

### Natation
| Athlète        | Épreuve   | Séries  | Séries | Demi-finales | Demi-finales | Finale  | Finale  |
| Athlète        | Épreuve   | Temps   | Rang   | Temps        | Rang         | Temps   | Rang    |
| -------------- | --------- | ------- | ------ | ------------ | ------------ | ------- | ------- |
| Ulises Saravia | 100 m dos | 55 s 03 | 35e    | Éliminé      | Éliminé      | Éliminé | Éliminé |

| Athlète           | Épreuve          | Séries        | Séries | Demi-finales | Demi-finales | Finale  | Finale  |
| Athlète           | Épreuve          | Temps         | Rang   | Temps        | Rang         | Temps   | Rang    |
| ----------------- | ---------------- | ------------- | ------ | ------------ | ------------ | ------- | ------- |
| Agostina Hein     | 400 m nage libre | 4 min 14 s 24 | 18e    | Non disputé  | Non disputé  | Éliminé | Éliminé |
| Agostina Hein     | 800 m nage libre | 8 min 37 s 43 | 14e    | Non disputé  | Non disputé  | Éliminé | Éliminé |
| Macarena Ceballos | 100 m brasse     | 1 min 6 s 89  | 16e    | 1 min 7 s 31 | 15e          | Éliminé | Éliminé |
| Macarena Ceballos | 200 m brasse     | 2 min 26 s 55 | 18e    | Éliminé      | Éliminé      | Éliminé | Éliminé |

### Pentathlon moderne
| Athlètes       | Compétition | Qualifications Poule d'escrime | Qualifications Poule d'escrime | Demi-finale | Demi-finale | Demi-finale | Demi-finale | Demi-finale | Demi-finale | Demi-finale  | Demi-finale | Demi-finale | Demi-finale | Demi-finale    | Demi-finale | Demi-finale | Finale     | Finale     | Finale  | Finale  | Finale  | Finale  | Finale   | Finale   | Finale   | Finale    | Finale    | Finale    | Finale    | Total   | Rang    |
| Athlètes       | Compétition | Qualifications Poule d'escrime | Qualifications Poule d'escrime | Equitation  | Equitation  | Escrime     | Escrime     | Escrime     | Escrime     | Natation     | Natation    | Natation    | Laser-Run   | Laser-Run      | Laser-Run   | Laser-Run   | Equitation | Equitation | Escrime | Escrime | Escrime | Escrime | Natation | Natation | Natation | Laser-Run | Laser-Run | Laser-Run | Laser-Run | Total   | Rang    |
| Athlètes       | Compétition | Vict.                          | Points                         | Rang        | Points      | Vict.       | BR          | Rang        | Points      | Temps        | Rang        | Points      | Hand.       | Temps          | Rang        | Points      | Rang       | Points     | Vict.   | BR      | Rang    | Points  | Temps    | Rang     | Points   | Hand.     | Temps     | Rang      | Points    | Total   | Rang    |
| -------------- | ----------- | ------------------------------ | ------------------------------ | ----------- | ----------- | ----------- | ----------- | ----------- | ----------- | ------------ | ----------- | ----------- | ----------- | -------------- | ----------- | ----------- | ---------- | ---------- | ------- | ------- | ------- | ------- | -------- | -------- | -------- | --------- | --------- | --------- | --------- | ------- | ------- |
| Franco Serrano | Hommes      | 15                             | 200                            | 15          | 286         | 200         | 2           | 13e         | 202         | 2 min 2 s 56 | 9e          | 305         | +0:41       | 10 min 40 s 88 | 15e         | 660         | Éliminé    | Éliminé    | Éliminé | Éliminé | Éliminé | Éliminé | Éliminé  | Éliminé  | Éliminé  | Éliminé   | Éliminé   | Éliminé   | Éliminé   | Éliminé | Éliminé |

### Rugby à sept
| Athlètes | Épreuve          | Premier tour         | Premier tour         | Premier tour            | Premier tour | Quart de finale      | Matchs de classement           | Matchs de classement     | Rang |
| Athlètes | Épreuve          | Adversaire Score     | Adversaire Score     | Adversaire Score        | Rang         | Adversaire Score     | Adversaire Score               | Adversaire Score         | Rang |
| --- | ---------------- | -------------------- | -------------------- | ----------------------- | ------------ | -------------------- | ------------------------------ | ------------------------ | ---- |
| Santiago Álvarez Tomás Elizalde Agustín Fraga Luciano González Matteo Graziano Santiago Mare Marcos Moneta Matías Osadczuk Joaquín Pellandini Gastón Revol Germán Schulz Tobías Wade Rodrigo Isgró (r) Santiago Vera Feld (r) | Tournoi masculin | Kenya Victoire 31-12 | Samoa Victoire 28-12 | Australie Défaite 14-22 | 2e du gr. B  | France Défaite 14-26 | Nouvelle-Zélande Défaite 12-17 | États-Unis Victoire 19-0 | 7e   |

### Skateboard
| Athlète          | Compétition | Qualifications | Qualifications | Qualifications | Qualifications | Qualifications | Qualifications | Qualifications | Qualifications | Qualifications | Finale  | Finale  | Finale  | Finale  | Finale  | Finale  | Finale  | Finale  | Finale  |
| Athlète          | Compétition | Runs           | Runs           | Tricks         | Tricks         | Tricks         | Tricks         | Tricks         | Total          | Rang           | Runs    | Runs    | Tricks  | Tricks  | Tricks  | Tricks  | Tricks  | Total   | Rang    |
| Athlète          | Compétition | 1              | 2              | 1              | 2              | 3              | 4              | 5              | Total          | Rang           | 1       | 2       | 1       | 2       | 3       | 4       | 5       | Total   | Rang    |
| ---------------- | ----------- | -------------- | -------------- | -------------- | -------------- | -------------- | -------------- | -------------- | -------------- | -------------- | ------- | ------- | ------- | ------- | ------- | ------- | ------- | ------- | ------- |
| Matias Dell Olio | Hommes      | 88,53          | 0,76           | 0,00           | 88,32          | 0,00           | 89,43          | 0,00           | 266,28         | 5e             | 69,14   | 69,86   | 0,00    | 0,00    | 0,00    | 0,00    | 84,12   | 153,98  | 8e      |
| Mauro IglesiaS   | Hommes      | 8,73           | 79,50          | 0,00           | 90,12          | 0,00           | 0,00           | 79,47          | 249,09         | 10e            | Éliminé | Éliminé | Éliminé | Éliminé | Éliminé | Éliminé | Éliminé | Éliminé | Éliminé |

### Taekwondo
| Athlète      | Compétition    | Éliminatoires          | Quart de finale     | Demi-finale         | Repêchage           | Finale / CB         | Rang    |
| Athlète      | Compétition    | Adversaire Résultat    | Adversaire Résultat | Adversaire Résultat | Adversaire Résultat | Adversaire Résultat | Rang    |
| ------------ | -------------- | ---------------------- | ------------------- | ------------------- | ------------------- | ------------------- | ------- |
| Lucas Guzmán | Moins de 58 kg | Omar Salim Défaite 1-2 | Éliminé             | Éliminé             | Éliminé             | Éliminé             | Éliminé |

### Tennis
| Joueur (n° de tête de série) | Compétition | 1/32e de finale                        | 1/16e de finale                         | 1/8e de finale                      | Quarts de finale    | Demi-finales        | Finale / MB         |
| Joueur (n° de tête de série) | Compétition | Adversaire Résultat                    | Adversaire Résultat                     | Adversaire Résultat                 | Adversaire Résultat | Adversaire Résultat | Adversaire Résultat |
| ---------------------------- | ----------- | -------------------------------------- | --------------------------------------- | ----------------------------------- | ------------------- | ------------------- | ------------------- |
| Sebastián Báez (12)          | Messieurs   | Thiago Monteiro Victoire 6-4, 6-3      | Benjamin Hassan Victoire 6-2, 3-6, 7-63 | Stéfanos Tsitsipás Défaite 5-7, 1-6 | Éliminé             | Éliminé             | Éliminé             |
| Francisco Cerúndolo          | Messieurs   | Tomás Barrios Vera Victoire 6-2, 6-1   | Ugo Humbert Victoire 7-5, 65-7, 7-5     | Casper Ruud Défaite 3-6, 4-6        | Éliminé             | Éliminé             | Éliminé             |
| Tomás Martín Etcheverry      | Messieurs   | Thiago Seyboth Wild Victoire 7-67, 6-2 | Roman Safiullin Défaite 0-6, 61-7       | Éliminé                             | Éliminé             | Éliminé             | Éliminé             |
| Mariano Navone               | Messieurs   | Nuno Borges Victoire 6-2, 6-2          | Lorenzo Musetti Défaite 62-7, 3-6       | Éliminé                             | Éliminé             | Éliminé             | Éliminé             |
| Nadia Podoroska (4)          | Dames       | Diane Parry Défaite 66-7, 5-7          | Éliminé                                 | Éliminé                             | Éliminé             | Éliminé             | Éliminé             |
| María Carlé (ITF)            | Dames       | Tatjana Maria Victoire 6-0, 6-0        | Coco Gauff Défaite 1-6, 1-6             | Éliminé                             | Éliminé             | Éliminé             | Éliminé             |

| Joueurs (n° de tête de série)                | Compétition | 1/16e de finale                                    | 1/8e de finale                                        | Quarts de finale     | Demi-finales         | Finale / MB          |
| Joueurs (n° de tête de série)                | Compétition | Adversaires Résultat                               | Adversaires Résultat                                  | Adversaires Résultat | Adversaires Résultat | Adversaires Résultat |
| -------------------------------------------- | ----------- | -------------------------------------------------- | ----------------------------------------------------- | -------------------- | -------------------- | -------------------- |
| Tomás Martín Etcheverry Mariano Navone (6)   | Messieurs   | Carlos Alcaraz / Rafael Nadal Défaite 64-7, 4-6    | Éliminé                                               | Éliminé              | Éliminé              | Éliminé              |
| Tomás Martín Etcheverry Mariano Navone (Alt) | Messieurs   | Robin Haase / Jean-Julien Rojer Défaite 63-7, 64-7 | Éliminé                                               | Éliminé              | Éliminé              | Éliminé              |
| María Carlé Nadia Podoroska                  | Dames       | Tamara Korpatsch / Tatjana Maria Victoire 6-3, 6-0 | Cristina Bucșa / Sara Sorribes Tormo Défaite 3-6, 4-6 | Éliminé              | Éliminé              | Éliminé              |
| Nadia Podoroska Máximo González (Alt)        | Mixte       | Coco Gauff / Taylor Fritz Défaite 1-6, 7-66, 5-10  | Éliminé                                               | Éliminé              | Éliminé              | Éliminé              |

### Tennis de table
| Athlète (n° de tête de série) | Compétition      | 2e tour             | 3e tour             | 4e tour             | Quart de finale     | Demi-finale         | Finale / MB         | Rang    |
| Athlète (n° de tête de série) | Compétition      | Adversaire(s) Score | Adversaire(s) Score | Adversaire(s) Score | Adversaire(s) Score | Adversaire(s) Score | Adversaire(s) Score | Rang    |
| ----------------------------- | ---------------- | ------------------- | ------------------- | ------------------- | ------------------- | ------------------- | ------------------- | ------- |
| Santiago Lorenzo (54)         | Simple messieurs | Alexis Lebrun       | Éliminé             | Éliminé             | Éliminé             | Éliminé             | Éliminé             | Éliminé |

### Tir
| Tireurs          | Compétition                  | Qualification | Qualification | Finale  | Finale  |
| Tireurs          | Compétition                  | Points        | Rang          | Points  | Rang    |
| ---------------- | ---------------------------- | ------------- | ------------- | ------- | ------- |
| Julián Gutiérrez | Carabine à 10 m air comprimé | 631.7         | 2e            | 122.8   | 8e      |
| Federico Gil     | Skeet                        | 115           | 27e           | Éliminé | Éliminé |

| Tireuses       | Compétition                  | Qualification | Qualification | Finale  | Finale  |
| Tireuses       | Compétition                  | Points        | Rang          | Points  | Rang    |
| -------------- | ---------------------------- | ------------- | ------------- | ------- | ------- |
| Fernanda Russo | Carabine à 10 m air comprimé | 625.4         | 30e           | Éliminé | Éliminé |

| Tireurs                          | Compétition                  | Qualification 1 | Qualification 1 | Qualification 2 | Qualification 2 | Finale / MB          | Finale / MB |
| Tireurs                          | Compétition                  | Points          | Rang            | Points          | Rang            | Adversaires Résultat | Rang        |
| -------------------------------- | ---------------------------- | --------------- | --------------- | --------------- | --------------- | -------------------- | ----------- |
| Fernanda Russo Marcelo Gutiérrez | Carabine à 10 m air comprimé | 624.8           | 19e             | Éliminé         | Éliminé         | Éliminé              | Éliminé     |

### Tir à l'arc
| Athlète            | Compétition | Tour préliminaire | Tour préliminaire | 1/32e de finale              | 1/16e de finale  | 1/8e de finale   | Quart de finale  | Demi-finale      | Finale / MB      | Rang    |
| Athlète            | Compétition | Score             | Rang              | Adversaire Score             | Adversaire Score | Adversaire Score | Adversaire Score | Adversaire Score | Adversaire Score | Rang    |
| ------------------ | ----------- | ----------------- | ----------------- | ---------------------------- | ---------------- | ---------------- | ---------------- | ---------------- | ---------------- | ------- |
| Damián Jajarabilla | Hommes      | 643               | 52e               | Amirkhon Sadikov Défaite 2-6 | Éliminé          | Éliminé          | Éliminé          | Éliminé          | Éliminé          | Éliminé |

### Triathlon
| Athlète         | Compétition | Natation (1,5 km) | Transition 1 | Vélo (40 km)   | Transition 2 | Course (10 km) | Temps          | Résultat |
| --------------- | ----------- | ----------------- | ------------ | -------------- | ------------ | -------------- | -------------- | -------- |
| Romina Biagioli | Femmes      | 24 min 9 s        | 56 s         | 1 h 1 min 12 s | 33 s         | 38 min 46 s    | 2 h 5 min 36 s | 47e      |

### Voile
Nota : le résultat barré est le plus mauvais de l’athlète concerné. Il n’est pas pris en compte dans le total.
| Athlètes                   | Compétition | Régates | Régates | Régates | Régates | Régates | Régates | Régates | Régates | Régates  | Régates  | Régates     | Régates     | Régates     | Régates     | Régates     | Régates     | Régates     | Total net | Medal series  | Medal series | Medal series | Classement |
| Athlètes                   | Compétition | 1       | 2       | 3       | 4       | 5       | 6       | 7       | 8       | 9        | 10       | 11          | 12          | 13          | 14          | 15          | 16          | CM          | Total net | 1/4 de finale | 1/2 finale   | Finale       | Classement |
| -------------------------- | ----------- | ------- | ------- | ------- | ------- | ------- | ------- | ------- | ------- | -------- | -------- | ----------- | ----------- | ----------- | ----------- | ----------- | ----------- | ----------- | --------- | ------------- | ------------ | ------------ | ---------- |
| Francisco Guaragna Rigonat | Laser       | 28      | 26      | 24      | 44 UFD  | 6       | 18      | 24      | 23      | Annulées | Annulées | Non disputé | Non disputé | Non disputé | Non disputé | Non disputé | Non disputé | Él.         | 149       | Non disputé   | Non disputé  | Non disputé  | 27e        |
| Francisco Saubidet         | IQFoil      | 17      | 4       | 17      | 15      | 19      | 25 BFD  | 15      | 13      | 17       | 18       | 21          | 23          | 19          | Non disputé | Non disputé | Non disputé | Non disputé | 175       | Éliminé       | Éliminé      | Éliminé      | 21e        |

| Athlètes          | Compétition  | Régates | Régates | Régates | Régates | Régates | Régates | Régates  | Régates  | Régates  | Régates  | Régates     | Régates     | Régates     | Régates     | Régates     | Régates     | Régates     | Total net | Medal series  | Medal series | Medal series | Classement |
| Athlètes          | Compétition  | 1       | 2       | 3       | 4       | 5       | 6       | 7        | 8        | 9        | 10       | 11          | 12          | 13          | 14          | 15          | 16          | CM          | Total net | 1/4 de finale | 1/2 finale   | Finale       | Classement |
| ----------------- | ------------ | ------- | ------- | ------- | ------- | ------- | ------- | -------- | -------- | -------- | -------- | ----------- | ----------- | ----------- | ----------- | ----------- | ----------- | ----------- | --------- | ------------- | ------------ | ------------ | ---------- |
| Lucía Falasca     | Laser Radial | 35      | 11      | 14      | 33      | 11      | 5       | 10       | 16       | 2        | An.      | Non disputé | Non disputé | Non disputé | Non disputé | Non disputé | Non disputé | Él.         | 149       | Non disputé   | Non disputé  | Non disputé  | 27e        |
| Chiara Ferretti   | IQFoil       | 19      | 21      | 19      | 21      | 24      | 22      | 14       | 20       | 23       | 21       | 24          | 19          | 25          | 19          | Non disputé | Non disputé | Non disputé | 242       | Éliminée      | Éliminée     | Éliminée     | 24e        |
| Catalina Turienzo | Formula Kite | 13      | 13      | 19      | 14      | 13      | 3       | Annulées | Annulées | Annulées | Annulées | Annulées    | Annulées    | Annulées    | Annulées    | Annulées    | Annulées    | Non disputé | 56        | Non disputé   | Éliminée     | Éliminée     | 13e        |

| Athlètes                      | Compétition | Régates | Régates | Régates | Régates | Régates | Régates | Régates | Régates | Régates | Régates | Régates | Régates | Régates | Total net | Classement                         |
| Athlètes                      | Compétition | 1       | 2       | 3       | 4       | 5       | 6       | 7       | 8       | 9       | 10      | 11      | 12      | CM      | Total net | Classement                         |
| ----------------------------- | ----------- | ------- | ------- | ------- | ------- | ------- | ------- | ------- | ------- | ------- | ------- | ------- | ------- | ------- | --------- | ---------------------------------- |
| Mateo Majdalani Eugenia Bosco | Nacra 17    | 2       | 2       | 5       | 10      | 6       | 6       | 3       | 2       | 2       | 1       | 2       | 12      | 14      | 55        | Médaille d'argent, Jeux olympiques |

### Volley-ball

#### En salle
| Épreuve          | Premier tour           | Premier tour      | Premier tour          | Premier tour     | Premier tour     | Premier tour | Quart de finale  | Demi-finale      | Finale / MB      | Rang    |
| Épreuve          | Adversaire Score       | Adversaire Score  | Adversaire Score      | Adversaire Score | Adversaire Score | Rang         | Adversaire Score | Adversaire Score | Adversaire Score | Rang    |
| ---------------- | ---------------------- | ----------------- | --------------------- | ---------------- | ---------------- | ------------ | ---------------- | ---------------- | ---------------- | ------- |
| Tournoi masculin | États-Unis Défaite 0-3 | Japon Défaite 1-3 | Allemagne Défaite 0-3 | non disputé      | non disputé      | 4e           | Éliminé          | Éliminé          | Éliminé          | Éliminé |